# Glen Elder (Kansas)
Pour les articles homonymes, voir Glen Elder.
Glen Elder est une ville américaine située dans le comté de Mitchell, au Kansas. Selon le recensement de 2020, sa population est de 362 habitants.